# كاتي فويكس
كاتي فويكس (بالإنجليزية: Katie Foulkes)‏ هي مجدفة أسترالية، ولدت في 3 أكتوبر 1976 في غيلونغ في أستراليا.

## وصلات خارجية
- كاتي فويكس على موقع الاتحاد الدولي للتجديف (الإنجليزية)
- كاتي فويكس على موقع اللجنة الأولمبية الدولية (الإنجليزية)
- كاتي فويكس على موقع أوليمبيديا (الإنجليزية)
- كاتي فويكس على موقع اللجنة الأولمبية الأسترالية (الإنجليزية)